# Жанаталап (Атирауська міська адміністрація)
Жанатала́п (каз. Жаңаталап) — село у складі Атирауської міської адміністрації Атирауської області Казахстану. Входить до складу Атирауського сільського округу.
Населення — 5307 осіб (2021; 2605 у 2009, 1511 у 1999, 1183 у 1989).
До складу села було включене ліквідоване село Зарослий.